# Carlos Quintana (dirigente gremial)
Teodoro Carlos Quintana (La Plata; 1950-Buenos Aires; 13 de julio de 2022) fue un político y dirigente gremial argentino afiliado al Partido Justicialista, secretario general de UPCN Seccional Provincia de Buenos Aires. En 2005 fue elegido diputado por la provincia de Buenos Aires.

## Carrera Gremial
Quintana comenzó trabajando gremialmente como empleado del agrupamiento obrero/servicio del ministerio de gobierno de la provincia de Buenos Aires. Tras varios años de servicio como delegado de UPCN, logró llegar a elecciones en la década del 80 con la lista azul, ganando las elecciones gremiales y asumiendo como secretario general de esa organización gremial. Además de haber sido titular de la CGT Regional La Plata durante doce años, Quintana fue miembro fundador del Consejo Económico Social para la Producción y el Empleo -CESPE-.
En el año 1996 es llevado a la Secretaría General de la CGT Regional La Plata, Berisso, Ensenada y Punta Indio por los principales referentes de los gremios regionales considerando que era hora de que un representante de la administración pública esté al frente de la Confederación General del Trabajo.
Después de una dura interna dentro de esa central sindical, en la cual miembros de los sindicatos mayoritarios del sector industrial reclamabann la poca participación en la CGT, y reprochabann a Quintana haberse postulado con Pablo Bruera en 2005 a diputado provincial, estando la mayoría de estos gremios alineados con el otrora intendente de La Plata Julio Alak. Es así que en 2007 se crea la CGT disidente "José Ignacio Rucci", la cual desbanca a Quintana en septiembre de 2008.

## Carrera política
Tras largos años de carrera gremial, finalmente en 2005 Quintana fue elegido diputado provincial por el Frente Para la Victoria junto a Pablo Bruera, en una alianza estratégica con el Frente Renovador Platense.
Muchos de los Proyectos de Quintana incluyeron reformas a normativa vigente en materia laboral, recordándose un logro histórico como la famosa "Ley Quintana", que permite a los empleados de comercio cobrar doble el día domingo, o negociar libremente el convenio sectorial, según el titular del gremio de Empleados de Comercio Armando Cavalieri, el proyecto de Quintana "debe ser un modelo por seguir en todo el país".